# Chiesa di San Bartolomeo ai Morti
La chiesa di San Bartolomeo apostolo detta ai Morti è un luogo di culto cattolico situato a Crema, nell'omonimo quartiere.

## Storia

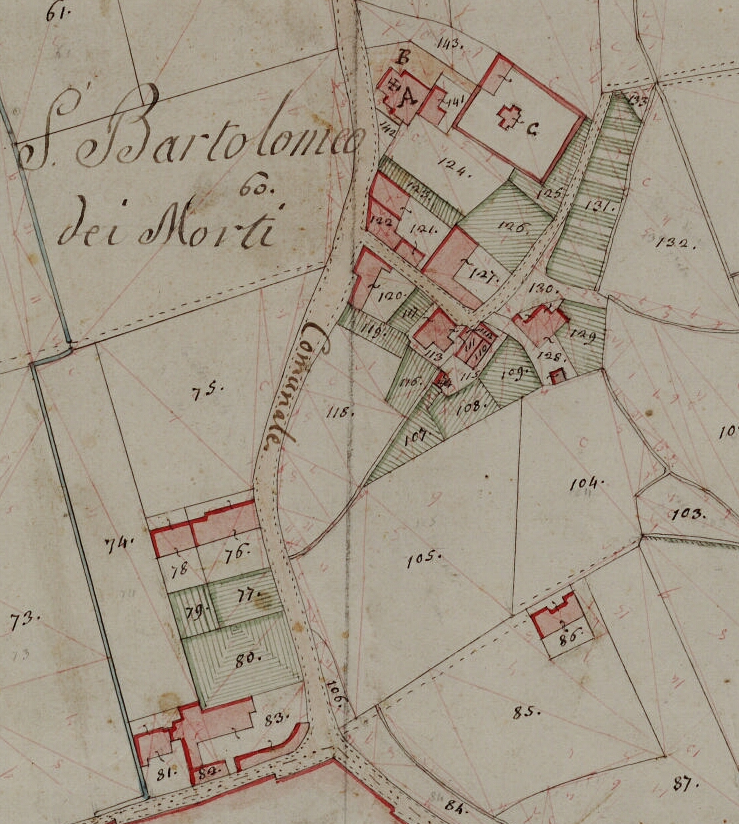
Estratto della "Mappa originale del Comune censuario di San Bartolomeo dei Morti", anno 1814, conservata presso l'Archivio di Stato di Milano; la chiesa è indicata con la lettera A, ai margini settentrionali del piccolo agglomerato.

Una prima chiesa dedicata all'apostolo Bartolomeo esisteva almeno dal XIII secolo; questo oratorio si trovava, riporta lo storico Terni, “a un miglio da Crema […] tra la Porta di Serio e di Rivolta", quindi verosimilmente in un'area a metà delle vie Armando Diaz o via IV Novembre. Dal XV secolo era tenuto dai frati crocigeri ed era ancora esistente durante la visita apostolica Castelli del 1579 così come nelle visite Regazzoni (1582) e Diedo (1592 e 1599); non viene più nominato negli atti delle successive visite, a partire da quella del 1602, per cui è da ritenere che in questi primi anni del XVII secolo venne demolito forse perché in rovina o abbandonato oppure, molto più probabilmente, in funzione di un rafforzamento difensivo delle mura. Per compensazione i frati potrebbero essere stati risarciti e potrebbero aver costruito il nuovo oratorio campestre con il denaro ottenuto; questa nuova chiesuola era molto più lontana dalla città, nel quartiere suburbano di Castelminore e in un'area di pertinenza della parrocchia di San Michele arcangelo coltivata ad orti e per questo denominata inizialmente chiesa di San Bartolomeo alle Ortaglie.
Dopo l'epidemia di peste del 1630, l'edificio fu affiancato da un cimitero e da allora s'iniziò a chiamare la chiesa San Bartolomeo “ai Morti".
Papa Alessandro VII nel 1656 sopprimeva l'ordine dei crocigeri e i loro beni furono venduti all'asta; furono acquisiti dalle monache domenicane di Santa Maria Mater Domini le quali sottoscrissero la condizione di provvedere con particolare cura all'oratorio campestre, nel frattempo accresciuto per devozione anche per la presenza del camposanto. Insufficiente, quindi, alla funzione delle pratiche religiose, le monache ritennero di chiedere al vescovo Marcantonio Zollio il permesso di vendere l'ex chiesa cittadina (pure dedicata a San Bartolomeo) e l'ex convento dei crocigeri che furono acquistati dalla congregazione dei disciplini. Poterono quindi costruire una nuova chiesa, terminata senz'altro molto prima della visita di monsignor Griffoni nel 1727.

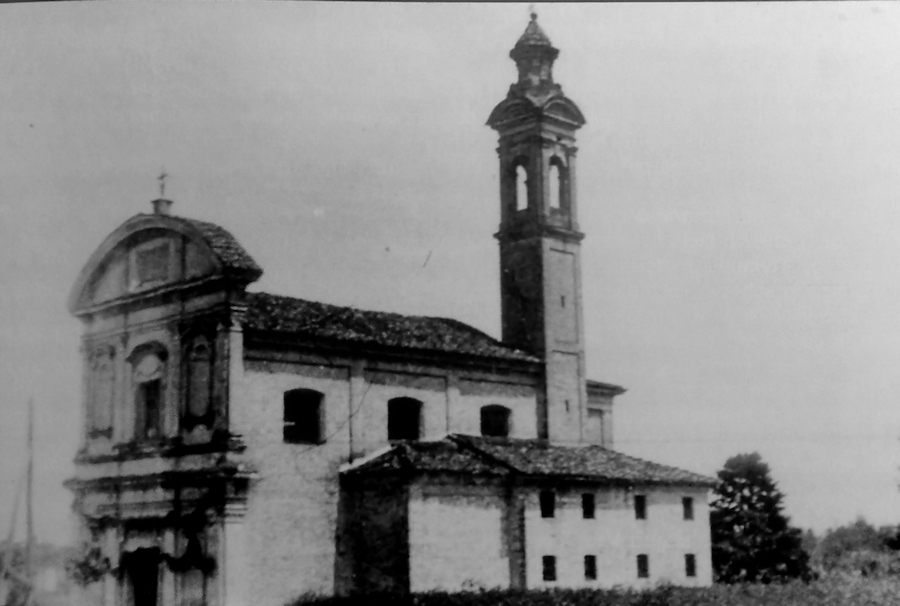
La chiesa in una foto degli anni trenta del XX secolo

Verso la metà del Settecento vi si stabiliva un eremita, mentre alla fine del secolo fu installato l'organo Bossi (1784).
Il monastero di Santa Maria Mater Domini fu soppresso nel 1810 e la chiesa fu affidata completamente alla parrocchia di San Michele arcangelo. 
La chiesa fu staccata dalla parrocchia di San Michele e resa autonoma il 20 luglio 1944 per volontà di monsignor Francesco Maria Franco. Due anni dopo il campanile fu dotato delle nuove campane della ditta Dadda.
L'edificio fu ristrutturato nel 1969 e nel 1999.
Nell'anno 2012 il vescovo monsignor Oscar Cantoni decretava l'unità pastorale con la parrocchia di San Giacomo Maggiore.

## Descrizione

### Esterno

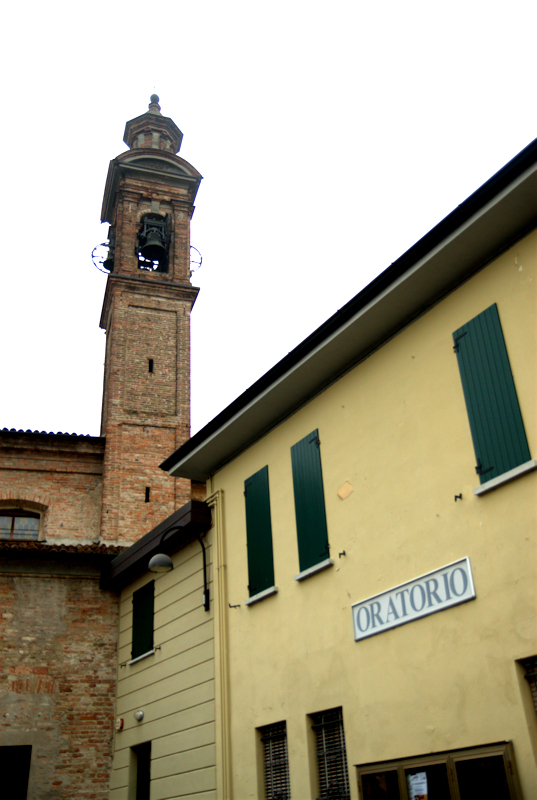
Il campanile

L'edificio presenta una facciata intonacata con due ordini divisi da un'alta trabeazione, ognuno dei quali tripartito da lesene; quelle dell'ordine inferiore poggiano su alto basamento e posseggono capitelli tuscanici; le specchiature laterali chiudono al loro interno due nicchie con architrave poggianti su una cornice, la quale un tempo conteneva delle finestrelle poi tamponate;. Il portale è architravato e presenta un contorno in mattoni; tra la cornice e l'architrave è stata dipinta la scritta:
Le ante del portale sono antiche, probabilmente settecentesche.
L'ordine superiore ha qualche differenza: le lesene presentano capitelli ionici e le nicchie hanno architravi curvilinee, così come curvilinea è la cornice posta sopra il finestrone centrale. Sopra si colloca il timpano pure curvilineo diviso in tre specchi; in quello centrale è posta la scritta S. BARTOLOMEO AI MORTI.
Molto semplici le pareti laterali esterne che sono in mattoni a vista con delle lesene a scandire la suddivisione delle campate.
Il campanile è collocato sul lato sud, inglobato nelle pertinenze del complesso, con una base quadrata di circa tre metri per lato e alto poco meno di trenta metri. Il fusto in mattoni a vista è diviso in riquadri con strette aperture rettangolari su ogni lato; una cornice lo divide dalla cella campanaria che presenta lesene angolari e apertura a tutto sesto; sopra, una trabeazione tripartita sostiene timpani circolari. La torre è terminata da un corpo esagonale decorato con volute sopra il quale è posta un'ultima trabeazione che sostiene una cuspide.

### Interno

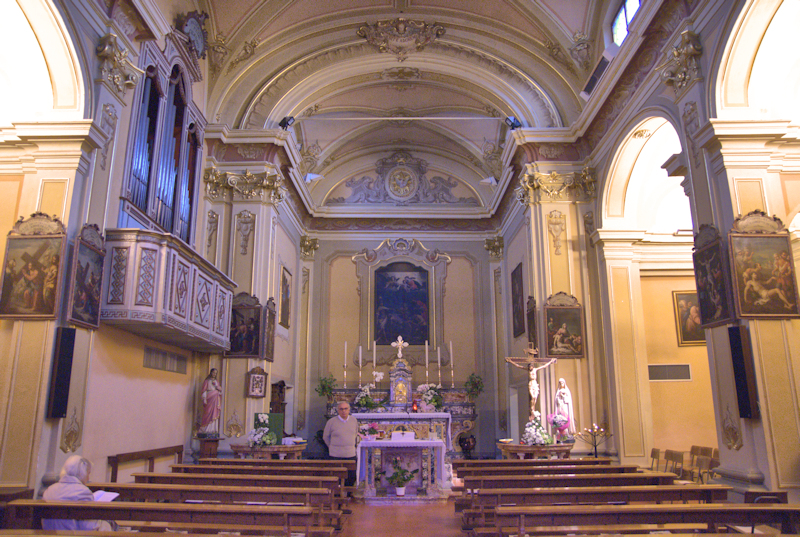
L'interno

L'interno è ad aula unica a tre campate divise da lesene con capitelli compositi in stucco che sostengono un cornicione che corre sia lungo l'aula stessa sia lungo il presbiterio.

#### Pareti laterali
Alle prime due campate erano appese due tele trafugate e poi sono occupate da due di quattordici scene della via Crucis; tutte le altre sono distribuite lungo la chiesa, hanno un dimensione di 91x66 cm e sono opere di Mauro Picenardi.
Alle due campate di mezzo si aprono due cappelle introdotte da archi trionfali con arco ribassato.
Quella di sinistra è dedicata alla Madonna con una statua ottocentesca collocata sull'altare. La pala raffigura la Madonna col Bambino e due frati, opera del pittore piacentino Gaspare Landi e donata dal dottor Paolo Stramezzi nel 1944, l'anno di creazione della parrocchia. Alla parete sinistra della cappella si apre una grande nicchia ove è posto il fonte battesimale di origini cinque o seicentesche; alla parete destra un'altra nicchia contiene una statua dedicata a San Bartolomeo, opera ottocentesca in gesso.
La cappella che si apre lungo la parete destra è intitolata alla Vergine Maria - un tempo a San Bartolomeo - e vi è collocata la statua ottocentesca in gesso policromo che raffigura la Madonna Immacolata di autore ignoto; nella cappella vi trovano posto altre due statue in legno policromo: il Sacro Cuore del 1946 opera di Battista Scorsetti, e la Pietà del XIX secolo di autore ignoto.
All'imboccatura del presbiterio, è collocato l'organo realizzato dal bergamasco Francesco Bossi nel 1784. Queste le sue caratteristiche: tastiera di 50 tasti, pedaliera a leggio di 16 pedali costantemente unita alla tastiera. 22 registri con comando a manetta e divisione tra bassi e soprani ai tasti Si2/Do3. Somiere a vento, trasmissione meccanica. È stato restaurato nel 2004 dal laboratorio Organario Artistico di Nembro.
Nel vano dell'ingresso laterale sono appese due tele: la Risurrezione di Lazzaro di Giovanni Brunelli e l'Adorazione dei pastori di Tomaso Pombioli.

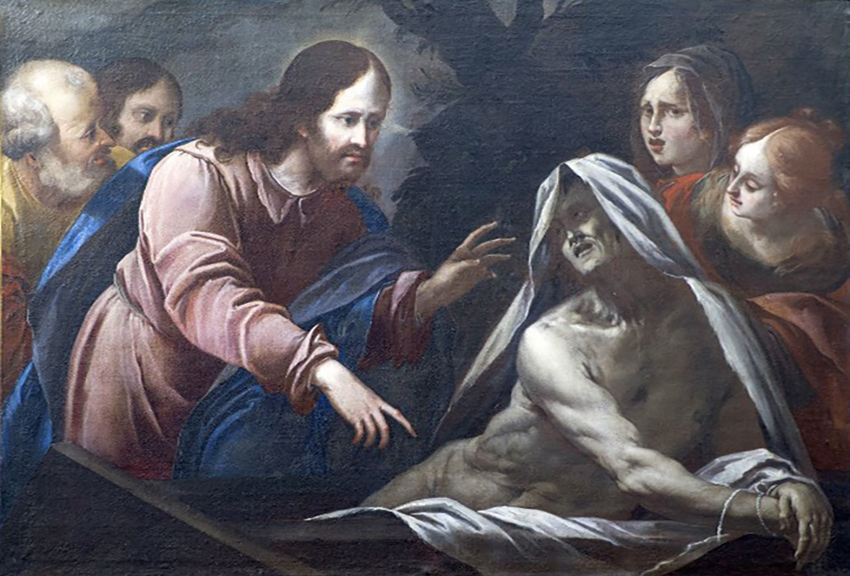
Giovanni Brunelli, Resurrezione di Lazzaro, olio su tela, ca. 1700-1722
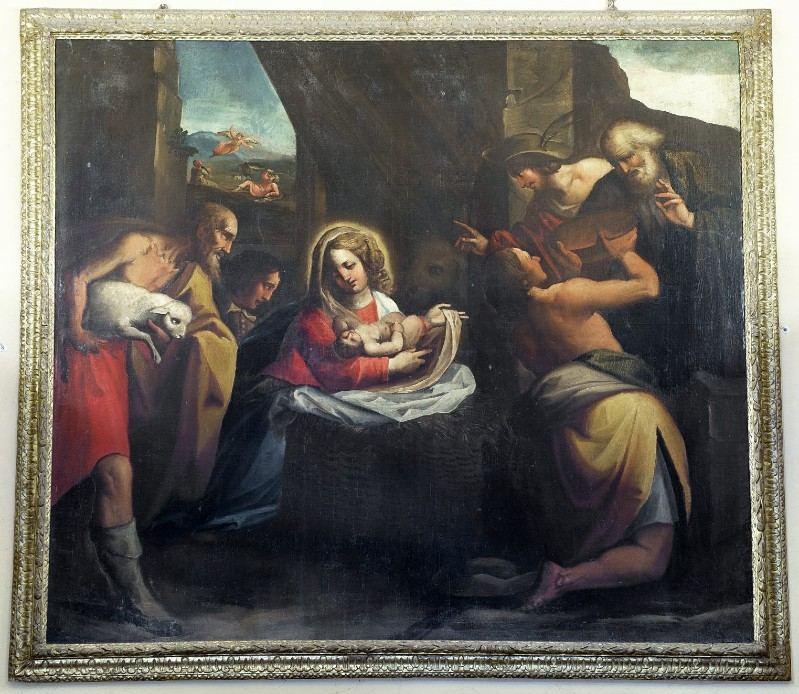
Tomaso Pombioli, Adorazione dei pastori, olio su tela, ca. 1590-1599
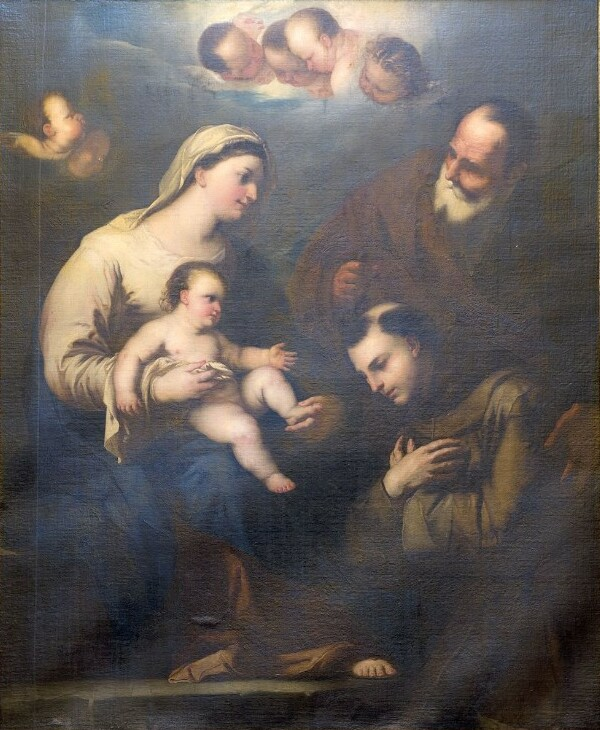
Gaspare Landi, Madonna con Gesù Bambino e due frati, olio su tela, ca. 1790-1810

#### Il presbiterio

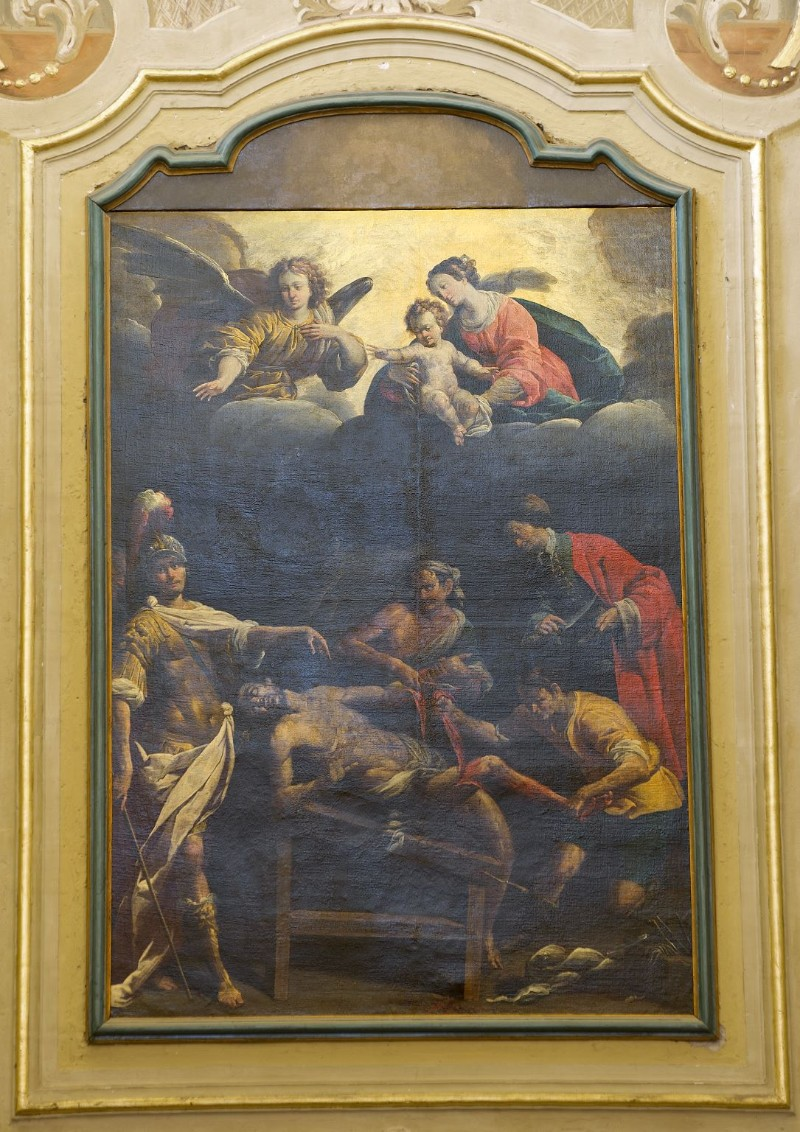
Gian Giacomo Barbelli. Il Martirio di San Bartolomeo, olio su tela, 1648

Due imposte e un arco schiacciato con cartiglio (“VENITE ADOREMUS") si aprono sul vano che ospita il presbiterio di forma quadrata con volta a crociera, illuminato da due finestre e con fastigio aggiunto durante i restauri del 1969.
L'altare coram Deo in marmi policromi è probabilmente seicentesco, mentre quello coram populo in accordo ai dettami conciliari è del 1986. Sulla parete di fondo spicca il Martirio di San Bartolomeo di Gian Giacomo Barbelli: era questo quadro collocato in origine nell'omonima chiesa cittadina di San Bartolomeo; quando le monache di Santa Maria Mater Domini vendettero il complesso, questo fu acquistato dalla Congregazione dei Disciplini che trasportarono la pala nella propria chiesa di Santa Maria di Porta Ripalta. Soppressa la confraternita verso il 1780 la pala finì nella chiesa di San Michele, quindi ivi trasportata nel 1914.
Nel presbiterio sono appesi altri quadri: alla parete sinistra troviamo San Girolamo, opera di autore ignoto del XVII secolo; di autore anonimo anche il quadro appeso alla parete destra, la Madonna del Carmine fra San Giovanni Battista e un vescovo.

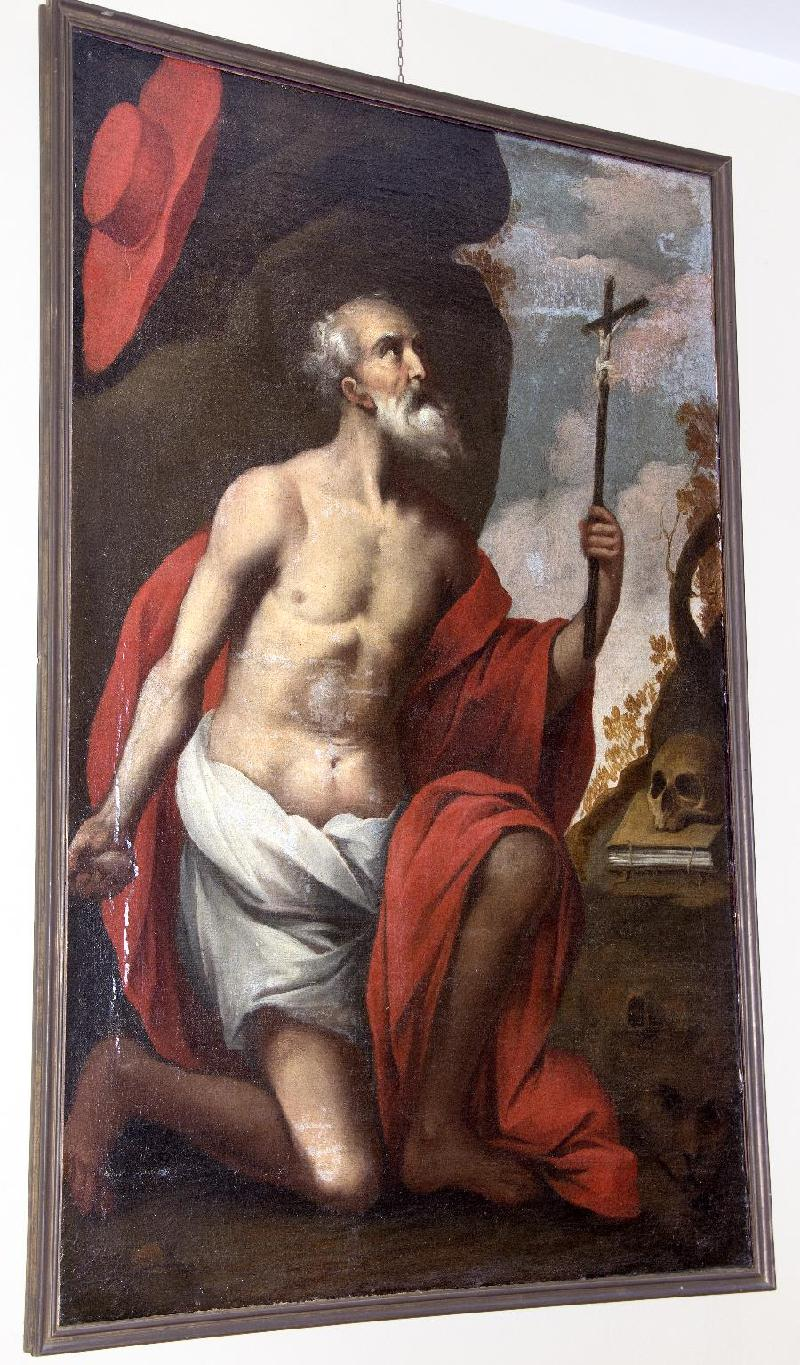
Autore anonimo, San Girolamo, olio su tela, XVII secolo
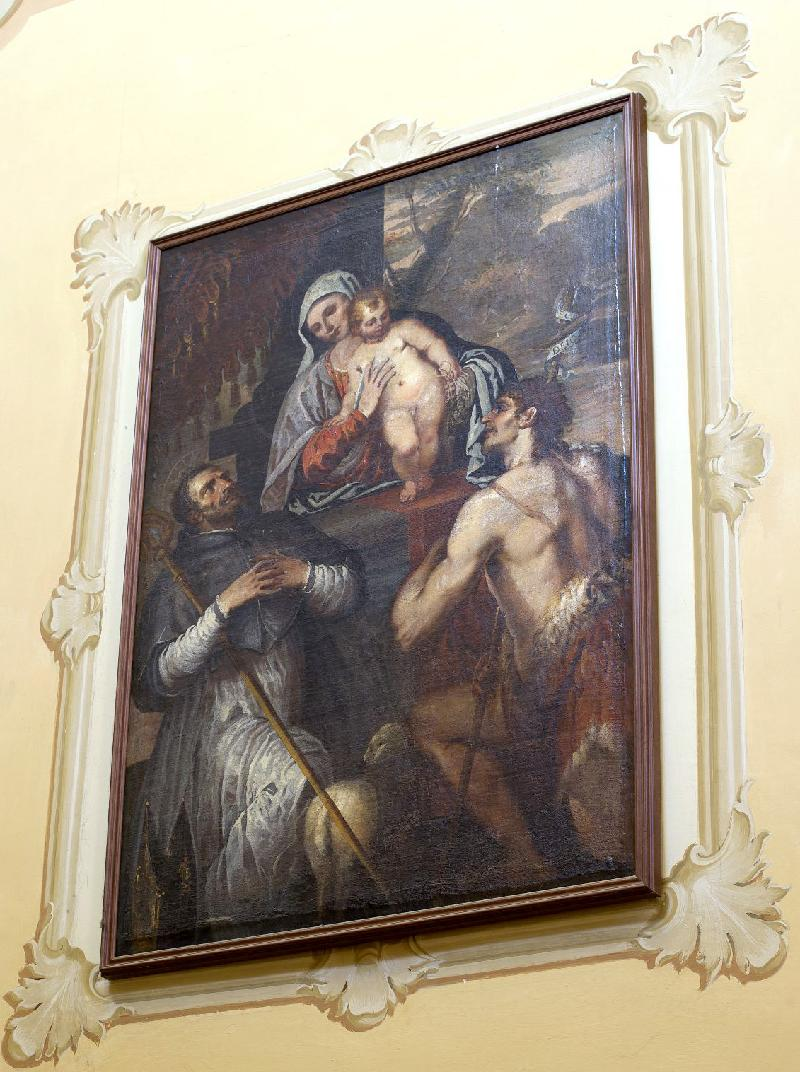
Autore anonimo, Madonna con Gesù Bambino e santi, tempera su tela, seconda metà del XVII secolo

#### La volta
La volta dell'aula a tre vele è sorretta da archi schiacciati; al centro di ogni campata sono dipinti angioletti che reggono un cartiglio.
Alla prima volta, un passo del vangelo secondo Giovanni:
Sulla seconda volta un passo del vangelo secondo Matteo: 
L'ultima scritta riporta di nuovo un brano tratto dal vangelo secondo Giovanni.

#### La controfacciata
La bussola d'ingresso è opera ottocentesca di un artigiano locale affiancato da un confessionale risalente alla metà del XX secolo; sulla vetrata del finestrone vi è raffigurata la Vocazione di San Bartolomeo realizzata nel 1994 su disegno di Francesco Manlio Lodigiani.

### Opere trafugate
Tra il 10 e l'11 agosto 1991 furono trafugate cinque tele, Si tratta di due opere di Eugenio Giuseppe Conti, Angelo custode e Arcangelo Michele; quindi tre opere di autori ignoti: Visitazione, Tre santi domenicani e Assunta.

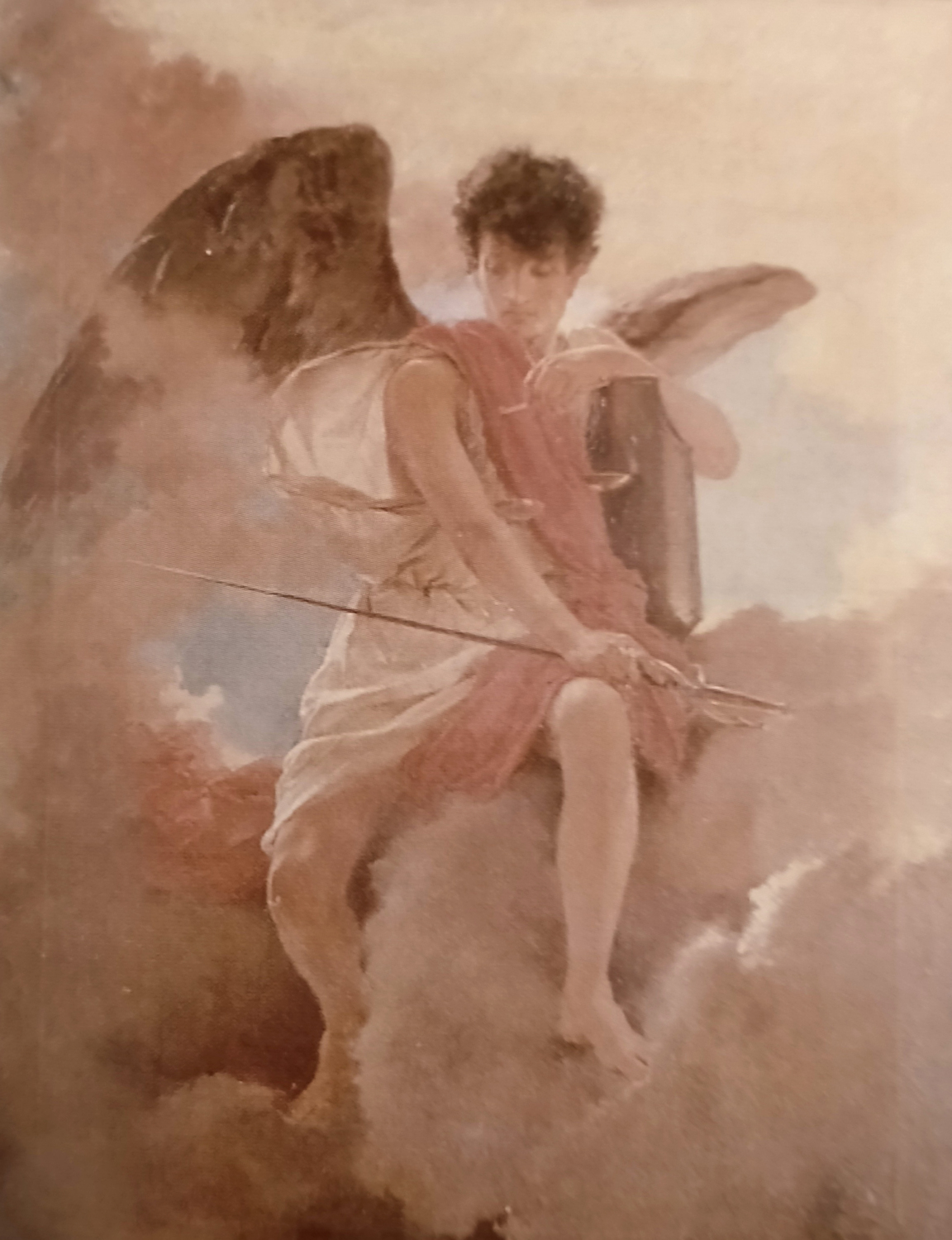
Eugenio Giuseppe Conti, Arcangelo Michele, olio su tela, seconda metà del XIX secolo, opera trafugata
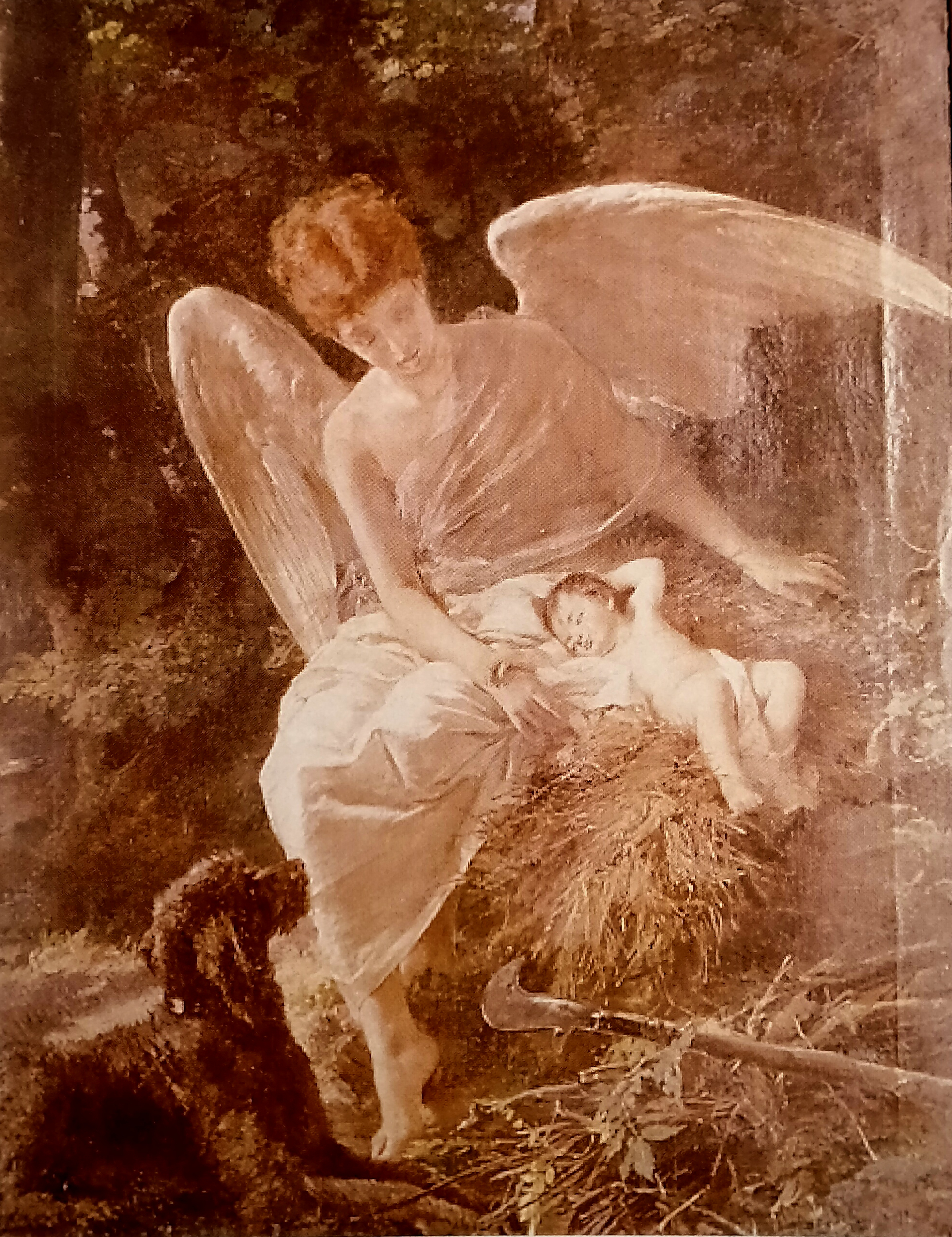
Eugenio Giuseppe Conti, Angelo custode, olio su tela, seconda metà del XIX secolo, opera trafugata